# Juillet 2023
Juillet 2023 est le septième mois de l'année 2023.

## Environnement
La première semaine de ce mois de juillet a été la plus chaude jamais enregistrée avec des moyennes quotidiennes dépassant pour la première fois les 17 degrés et un pic le 7 juillet avec une valeur calculée de 17,23 °C au niveau mondial, battant un précédent record de 16,92 °C qui avait été atteint les 14 août 2016 et 24 juillet 2022,. Ces records de chaleurs sont provoqués de manière structurelle par le réchauffement climatique. Ces journées arrivent alors que le mois de juin 2023 était déjà le mois de juin le plus chaud jamais enregistré en ce qui concerne les températures moyennes de l'air et de la surface des océans au niveau mondial.
Avec des températures moyennes quotidiennes qui ont été calculées chaque jour depuis le 3 juillet au-dessus des précédents records, l'ONU confirme dès la fin du mois que juillet 2023 est alors de loin le mois le plus chaud jamais enregistré sur la planète, avec une température moyenne qui sera finalement de 17,08 °C,,. 
Ce record est battu en juillet 2024, avec 17,09°C le dimanche 21 juillet 2024 puis 17,15°C le 22 juillet 2024, après une série de 13 mois d'affilée battant chacun leurs records mensuels.

## Événements
- Du 27 juin au 5 juillet : émeutes consécutives à la mort de Nahel Merzouk en France.
- 24 juin au 16 juillet : 27e édition de la Gold Cup aux États-Unis et au Canada.
- 1er au 23 juillet : 110e édition du Tour de France.
- 1er juillet : l'Espagne prend la présidence du Conseil de l'Union européenne pour six mois.
- 3 au 16 juillet : Tournoi de Wimbledon en Angleterre.
- 4 juillet :
  - référendum constitutionnel aux États fédérés de Micronésie .
  - l'Égypte et la Turquie échangent des ambassadeurs dans le cadre d'un rétablissement des relations diplomatiques[8].
- 5 juillet : Arianespace lance pour la dernière fois son lanceur Ariane 5 depuis le Centre spatial guyanais de Kourou, en Guyane, transportant des satellites militaires français et allemands[9].
- 7 juillet : 
  - les dernières munitions chimiques des forces armées des États-Unis sont détruites au dépôt chimique de Pueblo[10]. Il s'agit officiellement des dernières des stocks des États parties de la Convention sur l'interdiction des armes chimiques[11];
  - en Italie, 6 personnes sont tuées et 81 autres sont blessées dans un incendie dans une maison de retraite à Milan en Lombardie[12].
- 8 juillet : Edgars Rinkēvičs prend ses fonctions de président de la république de Lettonie.
- 9 juillet : élection présidentielle en Ouzbékistan, Shavkat Mirziyoyev est réélu président de la république.
- 11 et 12 juillet : sommet de l'OTAN à Vilnius en Lituanie.
- 13 juillet : la Cour internationale de justice rejette la demande du Nicaragua d'étendre son territoire maritime au-delà de 200 milles marins, confirmant l'attribution de sept îles des Caraïbes à la Colombie dans une décision de 2012[13].
- 14 au 30 juillet : 20e édition des championnats du monde de natation à Fukuoka (Japon).
- 17 juillet : attaque du pont de Crimée entre la Crimée et la Russie.
- 18 juillet : la Russie mène des frappes sur les infrastructures d'exportation des produits agricoles ukrainiens qui blessent 12  personnes et causent la destruction de 60 000 tonnes de céréales.
- 20 juillet : en Nouvelle-Zélande, trois personnes sont tuées dans une fusillade sur un chantier de construction à Auckland[14].
- 20 juillet au 20 août : 9e édition de la Coupe du monde féminine de football en Australie et en Nouvelle-Zélande.
- 23 juillet :
  - élections législatives au Cambodge ;
  - élections générales en Espagne ;
  - en Grèce, sur l'île de Rhodes, environ 30 000 personnes sont évacuées à cause d'un incendie[15].
- 23 au 30 juillet : 2e édition du Tour de France Femmes.
- 25 juillet : incendie du roulier MV Fremantle Highway.
- 26 juillet : coup d'État au Niger.
- 27 juillet : le Burundi et la Russie signent un mémorandum de coopération sur le partage de la technologie nucléaire à des fins pacifiques lors du Forum économique et humanitaire Russie-Afrique[16].
- 28 juillet au 6 août : 9e édition des Jeux de la Francophonie à Kinshasa en République démocratique du Congo.
- 30 juillet :
  - attentat à la bombe à Khar au Pakistan, le bilan est d'au moins 56 morts et 200 blessés ;
  - référendum constitutionnel en République centrafricaine, la nouvelle Constitution est approuvée à plus de 95 %.
- 31 juillet: une tentative de coup d'État en Sierra Leone est mise au jour.